# Pozůstalost
Pozůstalost tvoří celé jmění zůstavitele, kromě nevymahatelných osobních práv a povinností. Jde o souhrn veškerého majetku (aktiv) a jeho dluhů (pasiv), která se zjišťují v rámci řízení o pozůstalosti. Ve vztahu k dědici se nazývá dědictvím a právo na ně vzniká smrtí zůstavitele. Zůstavitel může povolat správce pozůstalosti.
O pozůstalosti rozhoduje zůstavitel, určuje, kdo bude jeho dědicem. Zůstavitel může ovlivnit to, jak bude vypadat po jeho smrti vypořádání jeho majetku a splněny jeho příkazy či případná přání, a to:
- dědickou smlouvu,
- manželskou smlouvu o majetkovém režimu, kterou lze rovněž uspořádat majetkové poměry pro případ zániku manželství smrtí (taková smlouva se v této části považuje za smlouvu dědickou, má-li její náležitosti),
- závětí,
- dovětkem,
- prohlášením o tom, že dědic, jemuž svědčí zákonná dědická posloupnost, pozůstalosti nenabude (tzv. negativní závěť),
- přikázáním započtení na dědický podíl,
- smlouvu o zřeknutí se dědického práva a
- povoláním vykonavatele závěti.[3]

## Pozůstalost a vypořádání společného jmění
Vzhledem k tomu, že v českém právním řádu existuje institut společného jmění manželů, je třeba v případě, že zůstavitel měl s pozůstalým manželem majetek ve společném jmění, nejprve provést v rámci dědického řízení jeho vypořádání (mezi pozůstalost a pozůstalého manžela); součástí pozůstalosti pak je jednak výlučné jmění zůstavitele, jednak majetek a dluhy, který do dědictví připadly z vypořádání společného jmění.
Nedojde-li k dědické posloupnosti podle dědické smlouvy nebo podle závěti, nastane zákonná dědická posloupnost.

## Přechod práv a povinností jiným způsobem než děděním
Některá majetková práva součástí dědictví nejsou (vždy anebo pouze při splnění určitých podmínek), protože přecházejí na jiné osoby jinak než děděním:
Sem spadají mzdová a platová práva zaměstnance z pracovněprávního vztahu do výše odpovídající trojnásobku průměrného měsíčního výdělku (přecházejí postupně na jeho manžela, děti a rodiče, jestliže s ním žili v době smrti ve společné domácnosti; předmětem dědictví se stávají, není-li těchto osob). Dále jsou to splatné částky dávek důchodového pojištění, které nebyly vyplaceny do dne smrti oprávněného (přecházejí postupně na jeho manžela, děti a rodiče, jestliže s ním žili v době smrti ve společné domácnosti; podmínka společné domácnosti se nevyžaduje u dětí, které mají nárok na sirotčí důchod po zemřelém; předmětem dědictví se tyto částky stávají, není-li těchto osob.
Také dávky nemocenského pojištění, které nebyly vyplaceny pojištěnci (přecházejí postupně na jeho manžela, děti a rodiče, jestliže s ním žili v době smrti ve společné domácnosti; předmětem dědictví se stávají, není-li těchto osob).
Spadají sem i splatné částky dávek státní sociální podpory, které nebyly vyplaceny do dne smrti oprávněné osoby (přecházejí rovným dílem na společně posuzované osoby; není-li jich, nárok zaniká). Splatné částky dávek pomoci v hmotné nouzi, které nebyly vyplaceny do dne smrti příjemce (přecházejí na nejstarší ze společně posuzovaných osob, pokud se společně posuzované osoby nedohodnou jinak; není-li společně posuzovaných osob, nárok zaniká). Dále také splatné částky dávek osobám se zdravotním postižením, které nebyly vyplaceny do dne smrti oprávněné osoby (přecházejí postupně na jeho manžela, děti a rodiče, jestliže s ním žili v době smrti ve společné domácnosti; podmínka společné domácnosti se nevyžaduje u dětí, které mají nárok na sirotčí důchod po zemřelém).
Pozůstalostní penze nebo odbytné z penzijního připojištění (nevznikne-li však nárok na pozůstalostní penzi ani odbytné a účastníku penzijního připojištění nebyla vyplácena penze, stává se součástí dědictví částka vypočtená stejným způsobem jako odbytné).
Právo na pojistné plnění v případě smrti pojištěného, které nabývají postupně manžel pojištěného, jeho děti, rodiče, spolužijící osoba a ostatní dědici.
Družstevní podíl v bytovém družstvu přechází na pozůstalého manžela, je-li ve společném jmění manželů.
Součástí dědictví není ani:
- právo nájmu bytu (přechází na zákonem stanovené osoby, jinak zaniká),[14]
- právo nájmu hrobového místa; předmětem dědictví je však hrobové příslušenství.[15]

## Co není součástí pozůstalosti
Na dědice nepřechází osobní služebnost a reálné břemeno (zanikají smrtí oprávněné osoby), byla-li osobní služebnost rozšířena na dědice má se za to, že jimi jsou zákonní dědicové první třídy.
Zemře-li dlužník, povinnost zanikne, pokud jejím obsahem bylo plnění, které mělo být provedeno osobně dlužníkem, zemře-li věřitel, právo zanikne, pokud bylo plnění omezeno jen na jeho osobu.
Na dárcovy dědice nepřechází právo odvolat dar. Na výměnkářovy dědice nepřechází právo na výměnek.
Dědic společníka společnosti se nestává společníkem.
V den smrti osoby zaniká:
- pojištění,[21]
- zmocnění (ledaže bylo ujednáno něco jiného),[22]
- závazek z příkazu (zaniká smrtí příkazce i příkazníka),[23]
- členství ve spolku (to se váže na osobu člena, neurčí-li stanovy jinak).[24]

Na dědice nepřechází ani:
- právo na výživné náležející zůstaviteli a povinnost jej poskytovat jinému,[25]
- osobnostní práva autora,[26]
- další práva, která jsou vázaná na osobu zůstavitele (rodičovská odpovědnost, vyživovací povinnost, funkce v orgánech obchodních korporací, členství a funkce v zastupitelných orgánech státu, krajů, obcí),[1]
- odpovědnost za delikt ani sankce, jako například peněžitý trest.[1]